# Іляна (Келераш)
Іляна (рум. Ileana) — село у повіті Келераш в Румунії. Входить до складу комуни Іляна.
Село розташоване на відстані 45 км на схід від Бухареста, 63 км на північний захід від Келераші, 148 км на південний захід від Галаца.

## Населення
За даними перепису населення 2002 року у селі проживали 1013 осіб, з них 1008 осіб (99,5%) румунів. Рідною мовою 1012 осіб (99,9%) назвали румунську.